# Asociación Deportiva Tarma
La Asociación Deportiva Tarma, AD Tarma, ADT o más conocido como Tarma, es un club de fútbol peruano, oriundo de la ciudad de Tarma en el departamento de Junín. Fue fundado en 1929 y actualmente milita en la Primera División del Perú, la Liga 1.
Sus años en el fútbol profesional peruano lo hicieron ganarse la simpatía de la afición tarmeña, motivo por lo que se le considera el equipo de mayor tradición y arraigo popular de la ciudad de Tarma. En la tabla histórica del fútbol peruano, se ubica en el puesto 27 tras una regular campaña durante 12 temporadas consecutivas que estuvo en primera división. En el año de su debut en primera, hizo su mejor campaña en 1980: logró el tercer puesto en la liguilla final, quedando a un paso de clasificar para la Copa Libertadores. El 29 de noviembre de 2021, ganó la Copa Perú, regresando así a la máxima categoría del fútbol profesional después de 31 años.
Su rival tradicional e histórico es el Sport Dos de Mayo, por ser el otro equipo de la ciudad, equipo con quien disputa el clásico tarmeño.

## Historia
Fundado el 18 de junio de 1929 (nombrado inicialmente como Alianza Tarma hasta aproximadamente 1960), la Asociación Deportiva Tarma es uno de los clubes más representativos del departamento de Junín y el único de su ciudad en participar en la primera división. Bajo la presidencia de Ricardo López, empezaría la mejor etapa de su historia, consiguiendo clasificar para hexagonal final de la Copa Perú, en 1977, en el que sería superado por Atlético Torino. Al año siguiente, clasificó nuevamente, pero lograría ganar solo un partido, quedando lejos del campeón Juventud La Palma.

### Era del profesionalismo
Tres finalísimas consecutivas serían la muestra perfecta de que ADT quería sí o sí el ingreso al fútbol profesional sobre el final de la década de los setenta. Y a la tercera fue la vencida. En 1979 clasificó por tercera vez consecutiva para la finalísima junto con el Aguas Verdes de Zarumilla, Centenario  de Ayacucho, Defensor Lima, Deportivo Garcilaso del Cusco y Universidad Técnica de Cajamarca.
Luego de ser cuarto en 1977 y 1978, ganó por primera vez la Copa Perú en una finalísima en la que destacaban nombres como el de José Chacaltana, el Menotti de los Andes, arquero y entrenador de aquel equipo, que clasificó para esta instancia tras superar fases previas en las que dejó fuera de carrera a equipos como Bielovucic de Huánuco, Unión Minas de Cerro de Pasco, Deportivo Sima del Callao y Papelera Atlas de Chaclacayo. Este es un recuento del recorrido que los Celestes realizaron hasta escribir su página más gloriosa.

### Finalísima 1979

#### Paso 1: de atrás para adelante
ADT tuvo un debut complicado en la finalísima de 1979 ante UTC. José Chacaltana, el Menotti de los Andes, fue la gran figura de la victoria tarmeña. El estreno de ADT en aquella finalísima del 79 fue ante UTC de Cajamarca el domingo 30 de setiembre. Cerca de cuarenta mil personas se habían dado cita al Nacional y presenciaron un encuentro en el que, como resumía una crónica de la época, «ganó el que menos méritos hizo». Y ese fue ADT, que si bien generó pocas ocasiones de anotar, fue efectivo y ganó por 1-0 gracias al tanto de Medina, quien a los 18 minutos había aprovechado un mal rechazo de la zaga del Gavilán Norteño para mandarla a guardar. Tras ese tanto, UTC buscó con denuedo el empate, pero ahí apareció el exjugador de Defensor Lima José Chacaltana, quien tuvo una actuación descollante para entregar su valla invicta. Un penal ejecutado por el capitán de ADT Nicolás Miranda a los 77 minutos pudo significar una victoria menos agónica, pero el remate fue devuelto por el parante, lo que motivó aún más al cuadro cajamarquino que atacó y atacó, pero encontró en Chacaltana a un verdadero muro. De esa manera, tras esa fecha, el conjunto del ADT acabó en el pelotón de líderes, junto al Vendaval Celeste, Deportivo Garcilaso, y Defensor Lima, que también habían asegurado victorias ante Centenario y Aguas Verdes respectivamente.

#### Paso 2: punto de apoyo
La segunda fecha estaba a la vuelta de la esquina. Y el próximo escollo era nada menos que el emblemático y también celeste Deportivo Garcilaso de Cusco, que había sido un Vendaval de goles dejando una grata impresión tras el sobre Centenario de Ayacucho. Muchos auguraban pues que este duelo era una suerte de final adelantada. Tras la goleada de Defensor Lima sobre Centenario y la ajustada victoria de Aguas Verdes sobre UTC, arrancaba el estelar con un ritmo vertiginoso. El Vendaval Celeste, es decir, el Rico Garci, apenas a los 5 minutos, habían logrado ponerse adelante en el marcador a través de un penal convertido por el capitán garcilasiano Helguera. A ADT le costó bastante recuperarse de ese golpe. Recién sobre los 20 minutos pudo pararse mejor y se animó a ir en busca del empate. Pero no sería hasta los 65 minutos en que lograría ese propósito mediante cabezazo de Ángel Fuentes. En los minutos siguientes, los poco más de 26 404 espectadores esperaban que alguno de los dos inclinara la balanza a su favor, pero el físico pudo más que la voluntad y hacia el final el ritmo del partido bajó. Ambos firmaron el empate y cedieron a los carasucias, siguiente rival de ADT, la posibilidad de terminar esa segunda jornada como solitarios punteros de aquella finalísima.

#### Paso 3: zona de quiebre
Sin duda, por como se iban dando las cosas en la finalísima de 1979, el duelo ante Defensor Lima por la tercera fecha representaba para ADT una cuestión vital. De hecho, para los granates lo era también. Los previos daban cuenta que ambos DT, Chacaltana y Cruzado, habían impuesto una concentración rígida en sus respectivos planteles. Por si fuera poco, ambos equipos se verían las caras por tercera vez en el año. Ya durante la Etapa Regional se habían enfrentado en un par de ocasiones, con saldo a favor de los tarmeños que habían empatado sin goles en Lima y vencido 1-0 en Tarma. Los carasucias se presentaban como el rival más complicado. No por nada estaban en la cima. Edison Pérez fue el árbitro de ese partido que se disputó el domingo 7 de octubre, como siempre en el Nacional. Tras el pitazo inicial, Defensor Lima se insinuó en u par de ocasiones falladas por Ricardo Zúñiga, pero rápido ADT se paró mejor y con un gran trabajo defensivo anticipó toda la noche a Zúñiga y Julio Calatayud. Más arriba, Miranda y Gavidia se convertían en un verdadero dolor de cabeza; mientras Luis «Camachito» Camacho se prodigaba en ataque. Pese a la importancia del partido, ADT no se desesperó, tuvo paciencia y golpeó en el momento preciso; justo cuando por la salida de Montero, la defensa granate se había resentido. Ahí pudo el oportunismo de Camacho, sobre los 50 minutos, para anotar la única conquista del partido. La solidez defensiva celeste, clave de ese partido no se quebrantó; mientras Defensor Lima caía en un desorden alarmante, en el que cada cuál pretendía a la heroica encontrar un gol salvador que salve el empate, algo que nunca se produjo. Con ello, el primer lugar dejó de pertenecerle y paso a manos celestes, las de ADT.

#### Paso 4: paso para convencer
El panorama había cambiado hacia las dos últimas fechas. Las principales amenazas para el objetivo tarmeño ya no eran Garcilaso, que había sufrido dos caídas consecutivas ante UTC y Aguas Verdes. Tampoco Defensor Lima, que empató con UTC sin goles. Ahora, Aguas Verdes era quien le respiraba la nuca a tan solo un punto. Por ello, era de imperiosa necesidad la victoria sobre el débil Centenario de Ayacucho que hasta esa jornada no sabía de sumar puntos, menos de marcar goles. El partido, pues, se mostraba propicio para que los dirigidos por el Menotti de los Andes consoliden su primer lugar. El partido no fue bueno. El gol tempranero de Andrés Medina a los 4 minutos, tras pase de César Gavidia, condicionó del desarrollo del mismo. A partir de ahí, ADT rotó el balón ante un conjunto como Centenario que se había destacado por su paupérrimo poder ofensivo, pero que ante el Vendaval Celeste jugó su mejor partido de la finalísima. El segundo tanto recién se marcó a los 85 minutos. Un cabezazo de César Gavidia venció a Monzón y cerró el resultado que mantenía a ADT a un punto de Aguas Verdes, el rival de la última jornada.

#### Paso 5: el cero que sí cuenta
El sorprendente ascenso de Comercial Aguas Verdes de Tumbes había hecho virar las miradas del aficionado —además de ADT— hacía este equipo que luego de su caída en el debut frente a Defensor Lima, solo había sabido de victorias. Es más, en opinión de la prensa deportiva de ese entonces, los tumbesinos desarrollaban un mejor fútbol que el propio ADT, por lo que el favoritismo de los pronósticos se inclinaba hacia el norte. A favor de ADT, que precisaba al menos de un empate, jugaba la experiencia de su plantel para este tipo de partidos. Y ese fue el factor que pesó. El domingo 14 de octubre, en el Estadio Nacional, bajo arbitraje de Carlos Montalván, ADT desarrolló su plan previsto. Un encuentro en el que especuló y atrajo a ese ritmo a Aguas Verdes, el cual por momentos parecía sobredimensionar la experiencia tarmeña. La figura tumbesina Carlos «Chimbote» Mendoza sucumbió en el duelo con el zaguero Frías. Chacaltana, arquero y entrenador, estuvo sobrio atrás con el apoyo de Ulcumana. Mientras que arriba, Miranda y Fuentes intentaban explotar alguna duda de la defensa rival.
Aquí fue donde salió a relucir la experiencia ganada en las dos finalísimas anteriores por el plantel de ADT. El cero se mantuvo en pie hasta el final del partido. Y tras el pitazo de Montalván se desató la celebración que de esa forma inscribía su nombre en la privilegiada lista que figura en el trofeo más codiciado del «fútbol macho», la Copa Perú.

### Primera división
Al año siguiente, en su primera temporada en la máxima categoría, lograba su mejor campaña en la profesional, pues ingresó a la liguilla final y terminó como el tercer mejor equipo del año, quedando muy cerca de clasificar para la Copa Libertadores al finalizar a dos puntos de Torino que fue el clasificado como subcampeón para dicha copa. En las temporadas siguientes sus actuaciones no pasaron de regulares hasta 1990, año en que campeonó en la Región Centro, clasificando para la preliguilla donde sería eliminado por Alianza Lima. Permaneció en primera división hasta el Campeonato Descentralizado 1991, cuando, al eliminarse los torneos regionales, se redujo el número de equipos y el club no pudo ingresar al descentralizado siguiente. Participó en el Torneo Zonal 1992, pero no clasificó para la liguilla final, por lo que volvió nuevamente a la Copa Perú.

## El resurgimiento del ADT

### Campañas en la Copa Perú
Del 2007 al 2011, estuvo bajo la batuta de Delia López Sueldo, hija de Ricardo López Otero, expresidente que llevó el equipo a la profesional en 1979.

#### Etapa regional 2010
Tras clasificar como subcampeón departamental, tenía que enfrentar al Alianza Universidad de Huánuco y el Unión Minas Volcán, subcampeón de Pasco. El ADT sumó nueve puntos luego de vencer al Unión Minas Volcán tanto de local como de visita y frente al  Alianza Universidad logró un triunfo en Tarma y una derrota en Huánuco que fueron suficiente para clasificar para la gran final. En una final disputada en Tarma, los Tarmeños salieron campeones regionales. Durante la temporada 2010, el club clasifica para la etapa nacional después de dieciséis años. Su primer rival en los octavos de final fue el club Joe Gutiérrez de Pisco. En el encuentro de ida, el club tarmeño se impuso por (4-1), el encuentro de vuelta se jugó una semana después volviendo a imponerse nuevamente ante su similar pero esta vez por (2-1), el resultado global fue (6-2) a favor del ADT. Tras clasificarse para cuartos de final, su siguiente rival sería del club Sport Victoria nuevamente de Ica, el encuentro de ida no fue muy complicado para los celestes ya que se impusieron por 4 a 0, en dicho encuentro ocurrió un hecho muy curioso, ya que un jugador tuvo que ser bajado de la ambulancia que lo trasladaba al hospital para continuar jugando, ya que el equipo había realizado todas sus modificaciones. El encuentro de vuelta se jugó hasta el minuto 21 ya que sería suspendido por falta de seguridad en el estadio, la FPF decidió terminar el partido por los disturbios generados en el partido y darle la clasificación al ADT con un global de (4-0). El encuentro de la semifinal no sería fácil para el ADT ya que su rival sería el club Alianza Unicachi de Puno. El encuentro de ida finalizó (3-0) a favor del Alianza Unicachi, el partido de vuelta se realizó una semana después siendo un triunfo por (2-0) a favor del ADT, el resultado global fue (3-2) a favor del Alianza Unicachi que clasificó para la final. Dicho encuentro estuvo marcado por la violencia, ya que los aficionados que fueron a ver el encuentro intentaron agredir al árbitro al ver a su equipo eliminado de la competición y que el árbitro había expulsado a dos jugadores del equipo local. Tiempo después se demostraría que dicho árbitro Pacheco se encontraba inmerso en actos de corrupción dentro del deporte por lo que aún se pone en duda el correcto arbitraje de ese partido.

#### Temporadas 2011 - 2018
Participó en el Torneo Intermedio 2011 y fue eliminado en la primera fase por el Sport Huancayo en un único partido disputado en Tarma. Mientras que en la Copa Perú 2011 llegó hasta la Etapa Nacional siendo eliminado por el Alianza Universidad en cuartos de final.
En la Copa Perú 2012, quedó eliminado en la etapa regional luego de terminar último en su grupo. Al año siguiente, solo llegó hasta la etapa provincial, mientras que en la Copa Perú 2014 y la Copa Perú 2015 fue eliminado en la departamental.
En la Copa Perú 2017, llegó hasta la etapa nacional después de ganar la liga distrital de Tarma, la liga provincial de Tarma y la liga departamental de Junín. Ya en la etapa nacional, logró quedar en puesto 11 de 50. Este resultado le permitía pasar a la etapa de repechaje contra el Unión San Martín de Pisco y quedó eliminado con un marcador global de 2 a 1.
En la temporada 2018, quedó eliminado en la etapa departamental.

#### Temporada 2019
Tras conocerse la nueva directiva celeste, ADT inicio a armar el equipo con el objetivo de traer de vuelta el fútbol profesional a Tarma. José Ramírez Cubas llegó cómo Director Técnico, junto con el Llegaron jugadores que habían participado en la etapa nacional y segunda división. Tras un mes a cargo del equipo José Ramírez Cubas dejó el equipo y Pedro Uribe asumió el cargo de DT. ADT salió campeón distrital, provincial y departamental 2019. Clasificando para la etapa nacional de la Copa Perú 2019.

#### Etapa nacional 2019
El ADT enfrentó al San Juan de Yanacocha, Atlas de Lircay y E. F. JTR, consiguiendo 4 victorias y 2 derrotas, sumando 12 puntos en la tabla general y clasificando para los dieciseisavos de final en el puesto 12. El siguiente rival era el Bolognesi de Tacna en el partido de ida Jugado en Tacna el local se impuso por 1 a 0. La vuelta, jugado en el Estadio Huancayo, ADT de Tarma goleó 4 a 0 con un autogol y goles de Edson Salazar, Romario Aliaga y Marco Álvarez. El marcador global terminó con 4 a 1, dando la clasificación para octavos al Vendaval Celeste. En los octavos de final, el rival a vencer era el campeón de Pasco Municipal de Agomarca, en la ida, Jugado en el Estadio Huancayo, ADT se impuso por 2 a 0. La vuelta jugado en Pasco con un gol a los primeros minutos de juego a favor del local el ADT defendió y el encuentro terminó con un global de 2 a 1 a favor, ganándose el pase a cuartos. En los cuartos de final, se encontraba 2 de los equipos favoritos a ganar la Copa Perú 2019 ADT de Tarma vs Sport Chavelines Juniors. La ida se jugó en Huancayo, el cuadro de las Gaviotas se ponía arriba en el marcador pese a un gran ataque por parte de los tarmeños que no encontraban el gol. Los tarmeños seguían con el ataque y al minuto 85 consigue el empate con un soberbio remate de Ademar Robles, y al minuto 92, tras un centro de Osnar García, apareció Edson Salazar y dio vuelta al marcador 2 a 1. La vuelta se jugó en Pacasmayo, el cuadro de Chavelines se impuso por 3 a 0, terminando la participación de ADT con un global de 4 a 2 a favor de las Gaviotas.

### Retorno a primera división
En la Copa Perú 2021, participó desde la segunda fase donde enfrentó a Unión Juventud. Luego de igualar 0-0 en tiempo regular, fue eliminado en definición por penales pero logró la clasificación por alineación indebida de un jugador rival. En la fase 3 superó por 2-1 al Colegio Comercio para clasificar para la liguilla final donde después de 7 fechas logró el primer puesto y el pase a la final. El 29 de noviembre, enfrentó a Alfonso Ugarte en la final contra quien empató 0-0 y en definición por penales venció 5-3, logrando el título y el ascenso a la Liga 1 2022.

### Clasificación a la Copa Sudamericana
En la temporada 2023, ADT de Tarma realizó una campaña excelente para sus aspiraciones. El club logró clasificar por primera vez a un torneo internacional con la dirección técnica de Franco Navarro. ADT no había comenzado bien en el Torneo Apertura, ya que terminó en la posición 14 de la tabla en la última fecha, pero en el Torneo Clausura se reivindicó. El club tuvo chances de ser el ganador de este torneo hasta la última fecha, donde empató con Carlos A. Mannucci 0 a 0, así teniendo un buen cierre de campaña. El equipo obtuvo 34 puntos y quedó en el quinto puesto del Torneo Clausura. Asimismo se adjudicó de la sexta posición de la tabla acumulada con 55 puntos, asegurando su participación por primera vez a la Copa Sudamericana 2024.
En la temporada 2024 ADT se enfrentaría ante Garcilaso en la Copa Sudamericana,  dónde empató 0-0 y perdería por penales 4:3 .
Mientras en la liga 1 2024, en el Apertura terminó con 28 puntos y en el Clausura terminó con 23 puntos y en el Acumulado terminó con 51 puntos, clasificándose a la Copa Sudamericana 2025 por segunda vez en su historia.

## Uniforme
- Uniforme titular: Camiseta celeste, pantalón celeste, medias celestes.
- Uniforme alternativo: Camiseta negra, pantalón negro, medias negras.

### Evolución del uniforme
Desde su fundación, ADT se caracterizó por el uso del color blanco en su camiseta oficial, lo cual, en 1959 —cuando se declaró la Conmemoración del Centenario del Colegio Emblemático San Ramón—, fue cambiado al celeste que hoy portan. Aquí es importante notar que, en el mundo hispano, el azul celeste es el color académico tradicional usado para las humanidades.

#### Titular
| 1929-1958 | 1959-2010 | 2011 | 2012 | 2013 | 2019 | 2019 (etapa nacional) | 2021, fase 4 (jornada 1) | 2021, fase 4 (jornada 2) | 2021, fase 4 (jornada 3) |  |

| 2022 | 2023 | 2024 | 2025 |  |

#### Alternativo
| 1980 | 2010 | 2011 | 2012 | 2013 | 2019 | 2019 (etapa nacional) | 2021 (etapa nacional) | 2022 | 2023 |  |

| 2024 | 2025 |  |

#### Tercera
| 2024 | 2025 |  |

#### Especial
| 2025 |

### Indumentaria y patrocinador
| Periodo   | Proveedor                    |
| --------- | ---------------------------- |
| 2010      | Real                         |
| 2011      | León                         |
| 2017-2018 | Gatex                        |
| 2019      | Mendoza                      |
| 2020      | Alonso                       |
| 2021      | Alonso Otto Omi Deport Front |
| 2022      | Front                        |
| 2023      | New Athletic                 |

| Periodo         | Patrocinador     |
| --------------- | ---------------- |
| 1989            | CUPS             |
| 2005            | Cerveza Cristal  |
| 2010            | Iza Motors       |
| 2011            | Turismo Imperial |
| 2013            | UNACEM           |
| 2017            | Turismo Imperial |
| 2019-2021       | JK Limaylla      |
| 2022-actualidad | Caja Huancayo    |

## Estadio
El Estadio Unión Tarma (propiedad de la Municipalidad Provincial de Tarma), es un estadio ubicado en la ciudad de Tarma (departamento de Junín), con aforo para 6 mil espectadores. Es utilizado actualmente por ADT y Sport Dos de Mayo en la Copa Perú y Liga 1.

## Rivalidades

### Clásico tarmeño
El club tiene como rival principal al Sport Dos de Mayo, equipo con quien disputa el Clásico tarmeño. Ambos dividen la mayor parte de preferencias entre la población de la Perla de los Andes. El choque entre el Vendaval Celeste y los albinegros se desarrolla en el Estadio Unión Tarma, paraliza a toda la Perla de los Andes, que se congrega para alentar a dos protagonistas de una excluyente rivalidad.

### El derbi del centro del Perú
Luego del retorno a la máxima división del futbol peruano, se ha cruzado en el futbol profesional con el otro equipo de la región Junín, el Sport Huancayo. 

## Datos del club
- Puesto histórico: 32.º[11]
- Temporadas en Primera División: 15 (1980-1991, 2022-presente)
- Temporadas en Segunda División: 0
- Mejor puesto en Primera División: 3.º (1980)
- Peor puesto en Primera División: 15.º (1985)
- Mayor goleada conseguida:
  - En campeonatos nacionales de local: ADT 4-0 Sporting Cristal (27 de septiembre de 1981)/ADT 4-0 Juan Aurich (31 de enero de 1982)/ADT 4-0 Sport Victoria (21 de noviembre de 2010)[12]
  - En campeonatos nacionales de visita: Deportivo Junín 0-3 ADT (9 de agosto de 1987)
- Mayor goleada recibida:
  - En campeonatos nacionales de local: ADT 1-4 Alfonso Ugarte (12 de octubre de 1980)/ADT 1-4 León de Huánuco (1988)
  - En campeonatos nacionales de visita: Alianza Lima 6-0 ADT (13 de enero de 1991)

## Participaciones internacionales
| Torneo                | Ediciones  |
| --------------------- | ---------- |
| Copa Sudamericana (2) | 2024, 2025 |

### Por competición
| Torneo            | Temp. | PJ | PG | PE | PP | GF | GC | Dif. | Pts. | Mejor desempeño |
| ----------------- | ----- | -- | -- | -- | -- | -- | -- | ---- | ---- | --------------- |
| Copa Sudamericana | 2     | 2  | 0  | 2  | 0  | 1  | 1  | 0    | 2    | Primera fase    |
| Total             | 2     | 2  | 0  | 2  | 0  | 1  | 1  | 0    | 2    | —               |

## Campeonatos
El club AD Tarma obtuvo el campeonato en la Copa Perú 1979 venciendo en la final al Club Aguas Verdes y en mismo certamen de la Copa Perú 2021 saliendo vencedor en la final ante el Club Alfonso Ugarte. 
| Jose Chacaltana     |
| Alonso Frias        |
| Rewland Chumpitaz   |
| Gonzalo Ginocchio   |
| Nicolás Miranda     |
| Alejandro Mujica    |
| Alberto Marticorena |
| Carlos Gutiérrez    |
| Carlos Gavidia      |
| Ángel David Fuentes |
| Luis Camacho        |
| Juan Zapata         |

| Marlon Ugarte      |
| Emilio Gutiérrez   |
| Piero Taype        |
| Hardy Portocarrero |
| Nelson Dávila      |
| Waldir Calderón    |
| Jorge Palomino     |
| Carlos Aliaga      |
| Gu-Rum Choi        |
| Victor Jiménez     |
| Jonatan Anicama    |
| Osnar García       |
| Pedro Martínez     |
| Harby Osorio       |
| Bergi Medrano      |
| Junior Saboya      |
| Ruffo Sancho       |
| Cristian Latorre   |
| Jerry Surco        |
| DT: Juan Bazalar   |

## Jugadores

### Transferencias 2025
| Altas            | Altas         | Altas                                    | Altas | Altas |
| Jugador          | Posición      | Procedencia                              | Tipo  | Coste |
| ---------------- | ------------- | ---------------------------------------- | ----- | ----- |
| Carlos Grados    | Portero       | Club Deportivo Universidad César Vallejo | Libre | 0     |
| Carlos Cabello   | Defensa       | Club Deportivo Universidad César Vallejo | Libre | 0     |
| Mauro Da Luz     | Delantero     | 9 de Octubre Fútbol Club                 | Libre | 0     |
| Adrián Fernández | Delantero     | Club Sport Alianza Atlético Sullana      | Libre | 0     |
| Paolo Fuentes    | Defensa       | Club Cienciano                           | Libre | 0     |
| Gerson Barreto   | Mediocampista | Ayacucho Fútbol Club                     | Libre | 0     |
| Óscar Pinto      | Delantero     | Club Alianza Lima                        | Libre | 0     |
| Axel Moyano      | Mediocampista | Club Alianza Lima                        | Libre | 0     |
| Carlos Ascues    | Defensa       | Club Deportivo Universidad César Vallejo | Libre | 0     |
| Ademar Robles    | Mediocampista | Club Deportivo Los Chankas               | Libre | 0     |
| Jhonny Vidales   | Delantero     | Club Carlos A. Mannucci                  | Libre | 0     |
| Ángel Pérez      | Defensa       | Club Sport Huancayo                      | Libre | 0     |
| Edú Azañero      | Portero       | FC Cajamarca                             | Libre | 0     |
| Carlos Cabello   | Defensa       | Club Deportivo Universidad César Vallejo | Libre | 0     |
| Gonzalo Desio    | Mediocampista | Club Atlético Brown                      | Libre | 0     |

| Bajas        | Bajas         | Bajas               | Bajas | Bajas |
| Jugador      | Posición      | Destino             | Tipo  | Coste |
| ------------ | ------------- | ------------------- | ----- | ----- |
| Pedro Díaz   | Portero       | Cusco FC            | Libre | 0     |
| Janio Pósito | Delantero     | Club Sport Huancayo | Libre | 0     |
| Edson Aubert | Mediocampista | Comerciantes FC     | Libre | 0     |

## Entrenadores
- Walter Milera (1977-1978)
- José Nicamor Chacaltana Ramos (1979). Campeón Copa Perú 1979
- Vito Andrés Bártoli (1980-1982)
- Carlos Carbonell (Interino) (1982)
- Diego Agurto (1983-1984)
- Miguel Company (1985)
- Medardo Arce (1986)
- Carlos Carbonell (1989-1990)
- José Nicamor Chacaltana Ramos (1991-1992)
- Rolando Echegaray (2006)
- José Nicamor Chacaltana Ramos (2007-2008)
- Ángel «Maradona» Barrios (2009)
- Rolando Echegaray (2009)
- Mifflin Bermúdez (2009-2010)
- Carlos Dolorier (2011)
- José Carlos Suárez Becerra (2011)
- José Antonio Chacaltana Cuyubamba (2011)
- Jaime Carrión (2012-2013)
- Rubén Toribio Díaz (2014)
- Miguel Morales (2015)
- Marlon Maza (2016)
- Elvis Farfán (2017)
- Roberto Tristán (2018)
- José Ramírez Cubas (2019)
- Pedro Uribe Layseca (2019)
- Roberto Tristán (2020)
- Elmer Ángel Castro Cabrera (2021)
- Juan Carlos Bazalar (2021-2022)
- Carlos Gutiérrez (Interino) (2022)
- Franco Navarro (2022-2023)
- Carlos Desio (2024)
- Wilmar Valencia (2024)
- Claudio Biaggio (2024)
- Leo Rodríguez (2025)
- Horacio Melgarejo (2025)

## Palmarés

### Torneos nacionales
| Competición nacional | Títulos    | Subcampeonatos |
| -------------------- | ---------- | -------------- |
| Copa Perú (2/0)      | 1979, 2021 |                |

### Torneos regionales
| Competición regional                    | Títulos                                                                | Subcampeonatos                           |
| --------------------------------------- | ---------------------------------------------------------------------- | ---------------------------------------- |
| Campeonato Regional - Zona Centro (3/0) | 1984, 1985, 1990-II                                                    |                                          |
| Etapa Regional - Región V, VII (5/1)    | 1977, 1978, 1979, 1993, 2010.                                          | 2011                                     |
| Liga Departamental de Junín (5/7)       | 1970, 1975, 1978, 2017, 2019. (Récord compartido)                      | 1971, 1972, 1973, 1976, 2006, 2009, 2010 |
| Liga Provincial de Tarma (12/6)         | 1969, 1970, 1971, 1972, 1973, 1975, 2007, 2014, 2015, 2017, 2018, 2019 | 1956, 1968, 2006, 2009, 2010, 2016       |
| Liga Distrital de Tarma (8/1)           | 2009, 2013, 2014, 2015, 2016, 2017, 2018, 2019                         | 2010                                     |

## Presidentes
| Presidentes adetinos | Presidentes adetinos         |
| Periodo              | Presidente                   |
| -------------------- | ---------------------------- |
| Presente             | Claudio Vidal Limaylla Pérez |